# ريخا وحيد
ريخا وحيد (بالإنجليزية: Rekha Waheed)‏ (19 يونيو 1975، شبردز بوش في المملكة المتحدة)؛ صحفية وروائية بريطانية.